# Veleno (film 2017)
Veleno è un film drammatico del 2017 diretto da Diego Olivares, tratto da una storia vera. È stato presentato alla Settimana Internazionale della Critica a Venezia 2017.

## Trama
Nella campagna casertana, nell'area tristemente nota come Terra dei fuochi, una famiglia di agricoltori lavora duro sul suo appezzamento di terra. Da una parte ci sono Cosimo e sua moglie Rosaria, dall'altra il fratello Ezio con la moglie Adele. Insieme gestiscono un piccolo allevamento, minacciato dai rifiuti tossici che avvelenano la zona.  
La scoperta della gravidanza di Rosaria rende tutto più urgente: devono proteggere la loro terra a tutti i costi. Ma non è facile. Un gruppo senza scrupoli, aiutato da un avvocato ambizioso che sogna di diventare sindaco, fa pressioni per prendersi il loro terreno e ampliare le discariche abusive. Ezio e Adele, preoccupati per i loro tre figli, pensano di cedere; la situazione peggiora quando a Cosimo viene diagnosticato un cancro. Disperato per il futuro della moglie e del bambino che sta per nascere, Cosimo decide di vendere tutto.  Ma Rosaria non ci sta e nonostante le minacce e le difficoltà, trova il coraggio di lottare per ciò che è suo. Una storia di ordinario coraggio, dove una donna semplice diventa un'eroina pronta a lottare per la propria famiglia.  